# Airampoa minuscula
Airampoa minuscula ist eine Pflanzenart in der Gattung Airampoa aus der Familie der Kakteengewächse (Cactaceae).  Das Artepitheton minuscula stammt aus dem Lateinischen, bedeutet ‚etwas kleiner‘ und verweist auf die Größe der Pflanzen.

## Beschreibung
Airampoa minuscula wächst sehr niedrigbleibend mit gedrängten Trieben, die zum Teil im Boden eingesenkt sind. Die kugelförmigen bis etwas abgeflachten, blaugrünen Triebsegmente sind nur sehr niedrig gehöckert, nahezu unbedornt und manchmal nur 1 Zentimeter lang. Anfangs sind bis zu zwei, später drei bis vier Dornen vorhanden. Die ungleichen, grauen Dornen sind sehr dünn, stechen nicht und erreichen eine Länge von bis 3 Zentimetern.
Über die Blüten und Früchte ist nichts bekannt.

## Verbreitung und Systematik
Airampoa minuscula ist im Norden Boliviens in der Puna-Vegetation in Höhenlagen um 4000 Metern verbreitet.
Die Erstbeschreibung als Tephrocactus minusculus erfolgte 1936 durch Curt Backeberg. Alexander Borissovitch Doweld stellte die Art 2002 in die Gattung Airampoa. Weitere nomenklatorische Synonyme sind Opuntia minuscula (Backeb.) G.D.Rowley (1958) und Tunilla minuscula (Backeb.) D.R.Hunt & Iliff (2000).

## Nachweise